# Воронезький повіт
Воронезький повіт — історична адміністративно-територіальна одиниця в складі Воронезького намісництва й Воронезької губернії, що існувала у 1779–1928 роках. Повітове місто — Воронеж.

## Географічне положення
Повіт розташовувався у північній частині Воронезької губернії.
Площа повіту в 1897 році становила 4 642,7 верст² (5 283 км²). 1926 року — 9 322 км ².

## Населення
За даними перепису 1897 року в повіті мешкало 273 832 особи (77 574 чоловічої статі та 138 798 — жіночої). За національним складом: росіяни — 98,3%, українці — 0,4%. У губернському місті Воронеж мешкало 80 599 осіб.
За підсумками всесоюзного перепису населення 1926 року населення повіту склало 648 819 осіб, з них міське — 130 018.

## Історія
Повіт утворено 1779 року у складі Воронезького намісництва. 1796 року намісництво перетворено на Воронезьку губернію.
1928 за новим адміністративним поділом повіт скасовано, територія увійшла до складу Воронезького округу у складі Центрально-Чорноземної області.

## Адміністративний поділ
На 1913 рік повіт поділявся на 20 волостей:
| - Березовська, - Боєвська, - Верхнє-Хавська, - Грем'яченська, - Воронцовська, | - Івановська, - Катуховська, - Костенська, - Краснолозька, - Можайська, | - Московська, - Орловська, - Подгоренська, - Придаченська, - Рогачевська, | - Рождественська, - Усманська, - Хреновсько-Виселковська, - Чижовська, - Шукавська. |